# Tîrgul Vertiujeni, Florești
Tîrgul Vertiujeni este un sat din raionul Florești, Republica Moldova. În perioada sovietică, avea denumirea Pridnestrovscoe.

## Geografie
Comuna Tîrgul-Vertiujeni are o suprafață totală de 7,48 kilometri pătrați, fiind cuprinsă într-un perimetru de 14,25 km.

## Demografie
În anul 1997, populația satului Târgul-Vertiujeni a fost estimată la 1794 de cetățeni. Conform datelor recensământului din anul 2004, populația satului constituie 1079 de oameni, 47.64% fiind bărbați iar 52.36% femei. Structura etnică a populației în cadrul satului arată astfel: 87.77% - moldoveni/români, 6.58% - ucraineni, 4.17% - ruși, 0.00% - găgăuzi, 0.09% - bulgari, 0.00% - evrei, 0.09% - polonezi, 0.00% - țigani, 1.30% - alte etnii. În satul Târgul-Vertiujeni au fost înregistrate 420 de gospodării casnice la recensământul din anul 2004. Membrii acestor gospodării alcătuiau 1079 de persoane, iar mărimea medie a unei gospodării era de 2.6 persoane. Gospodăriile casnice erau distribuite, în dependență de numărul de persoane ce le alcătuiesc, în felul următor: 24.05% - 1 persoană, 28.81% - 2 persoane, 22.62% - 3 persoane, 18.33% - 4 persoane, 3.81% - 5 persoane, 2.38% - 6 și mai multe persoane.

## Administrație și politică
Componența Consiliului local Tîrgul-Vertiujeni (9 consilieri), ales la 5 noiembrie 2023, este următoarea:
|  | Partid                                        | Consilieri | Componență | Componență | Componență | Componență |
|  | --------------------------------------------- | ---------- | ---------- | ---------- | ---------- | ---------- |
|  | Mișcarea „Respect Moldova”                    | 4          |            |            |            |            |
|  | Partidul Dezvoltării și Consolidării Moldovei | 2          |            |            |            |            |
|  | Partidul Acțiune și Solidaritate              | 2          |            |            |            |            |
|  | Partidul Socialiștilor din Republica Moldova  | 1          |            |            |            |            |